# First Division (Zypern) 2008/09
Die First Division 2008/09, war die 70. Spielzeit der höchsten zyprischen Spielklasse im Männerfußball. Sie begann am 30. August 2008 und endete am 10. Mai 2009. Die Meisterschaft gewann Rekordmeister APOEL Nikosia. Titelverteidiger war Anorthosis Famagusta.

## Vereine
| Verein                | Stadt     | Stadion                      | Zuschauer |
| --------------------- | --------- | ---------------------------- | --------- |
| AEK Larnaka           | Larnaka   | GSZ-Stadion                  | 13.032    |
| AEL Limassol          | Limassol  | Tsirio-Stadion               | 13.331    |
| AE Paphos             | Paphos    | Pafiako-Stadion              | 10.500    |
| Alki Larnaka          | Larnaka   | Ammochostos-Stadion          | 05.500    |
| Anorthosis Famagusta  | Larnaka   | Antonis-Papadopoulos-Stadion | 13.536    |
| APEP Pitsilia         | Limassol  | Tsirio-Stadion               | 13.331    |
| APOEL Nikosia         | Nikosia   | GSP-Stadion                  | 22.859    |
| Apollon Limassol      | Limassol  | Tsirio-Stadion               | 13.331    |
| APOP Kinyras Peyias   | Peyia     | Peyia Municipal Stadion      | 03.828    |
| Atromitos Yeroskipou  | Paphos    | Pafiako-Stadion              | 09.394    |
| Doxa Katokopia        | Nikosia   | Makario-Stadion              | 16.000    |
| Ethnikos Achnas       | Achna     | Dasaki-Stadion               | 04.000    |
| Enosis Neon Paralimni | Paralimni | Tasos-Marcou-Stadion         | 05.800    |
| Omonia Nikosia        | Nikosia   | GSP-Stadion                  | 22.859    |

## Erste Runde
In der ersten Saisonrunde spielten die 14 Vereine um die Platzierungen, nach denen die Mannschaften in der zweiten Saisonhälfte in drei Gruppen zu je vier Teams gegliedert werden. Die beiden letztplatzierten Vereine hingegen steigen direkt nach der ersten Runde in die Second Division ab. Die Spiele wurden zwischen dem 30. August 2008 und dem 14. März 2009 ausgetragen.
Die vier bestplatzierten Vereine erreichen die Meisterschaftsrunde, die Teams auf den Plätzen neun bis zwölf spielen gegen den Abstieg. Die mittlere Gruppe dazwischen trägt lediglich Platzierungsspiele aus. Zu bemerken ist, dass in den einzelnen Gruppen die jeweils erreichte Punktzahl aus den 26 Spielen der Vorrunde übertragen wird, sodass die jeweilige zweite Runde je nach Tabellensituation teilweise nur geringfügige Änderungen hervorrufen kann.
Bei Punktgleichstand ist im Unterschied zu den meisten Ligen für die Platzierung zunächst der direkte Vergleich ausschlaggebend, erst dann die Tordifferenz.

### Tabelle
| Pl. | Verein                   | Sp. | S  | U  | N  | Tore    | Diff. | Punkte |
| --- | ------------------------ | --- | -- | -- | -- | ------- | ----- | ------ |
| 1.  | APOEL Nikosia (P)        | 26  | 22 | 3  | 1  | 053:140 | +39   | 69     |
| 2.  | Omonia Nikosia           | 26  | 21 | 1  | 4  | 061:180 | +43   | 64     |
| 3.  | Anorthosis Famagusta (M) | 26  | 20 | 2  | 4  | 049:190 | +30   | 62     |
| 4.  | AEL Limassol             | 26  | 13 | 4  | 9  | 034:300 | +4    | 43     |
| 5.  | Apollon Limassol         | 26  | 13 | 4  | 9  | 053:340 | +19   | 43     |
| 6.  | APOP Kinyras Peyias      | 26  | 12 | 4  | 10 | 035:350 | ±0    | 40     |
| 7.  | Ethnikos Achnas          | 26  | 11 | 7  | 8  | 034:320 | +2    | 40     |
| 8.  | Doxa Katokopia           | 26  | 8  | 7  | 11 | 037:390 | −2    | 31     |
| 9.  | AE Paphos (N)            | 26  | 5  | 12 | 9  | 030:380 | −8    | 27     |
| 10. | Enosis Neon Paralimni    | 26  | 6  | 7  | 13 | 023:430 | −20   | 25     |
| 11. | APEP Pitsilia (N)        | 26  | 5  | 8  | 13 | 028:440 | −16   | 23     |
| 12. | Alki Larnaka             | 26  | 4  | 7  | 15 | 027:500 | −23   | 19     |
| 13. | AEK Larnaka              | 20  | 3  | 0  | 17 | 027:450 | −18   | 09     |
| 14. | Atromitos Yeroskipou (N) | 26  | 1  | 4  | 21 | 019:690 | −50   | 07     |

| (M) | amtierender zyprischer Meister     |
| (P) | amtierender zyprischer Pokalsieger |
| (N) | Neuaufsteiger der letzten Saison   |

### Kreuztabelle
Die Kreuztabelle stellt die Ergebnisse aller Spiele der Vorrunde dar. Die Heimmannschaft ist in der mittleren Spalte, die Gastmannschaft in der oberen Zeile aufgelistet.
| 2008/09               | AEK Larnaka | AEL Limassol | PAP | Alki Larnaka |     | PIT | APOEL Nikosia | Apollon Limassol | APOP Kinyras Peyias | Atromitos Yeroskipou | Doxa Katokopia | Ethnikos Achnas | ENP | Omonia Nikosia |
| --------------------- | ----------- | ------------ | --- | ------------ | --- | --- | ------------- | ---------------- | ------------------- | -------------------- | -------------- | --------------- | --- | -------------- |
| AEK Larnaka           |             | 2:0 1        | 1:1 | 1:1          | 1:3 | 0:2 | 0:1           | 1:5              | 1:2                 | 5:0                  | 2:2            | 1:1             | 2:2 | 2:5            |
| AEL Limassol          | 1:0         |              | 2:1 | 2:2          | 0:2 | 0:0 | 0:1           | 1:0              | 1:1                 | 2:1                  | 2:1            | 2:0             | 1:1 | 0:2            |
| AE Paphos             | 0:3         | 0:1          |     | 5:2          | 2:2 | 1:1 | 2:2           | 1:2              | 2:2                 | 1:0                  | 2:1            | 0:0             | 0:2 | 2:3            |
| Alki Larnaka          | 1:0         | 1:2          | 2:2 |              | 0:2 | 3:1 | 1:0           | 0:3              | 1:3                 | 2:2                  | 1:2            | 0:1             | 2:1 | 0:1            |
| Anorthosis Famagusta  | 1:0         | 2:1          | 0:0 | 2:1          |     | 3:0 | 1:2           | 2:1              | 2:0                 | 3:0                  | 2:0            | 2:1             | 1:0 | 1:2            |
| APEP Pitsilia         | 1:0         | 0:1          | 0:1 | 2:1          | 1:2 |     | 1:1           | 1:2              | 0:1                 | 2:1                  | 3:3            | 2:2             | 0:0 | 1:3            |
| APOEL Nikosia         | 2:0         | 4:0          | 4:1 | 3:1          | 1:0 | 4:0 |               | 4:1              | 1:0                 | 4:0                  | 3:2            | 3:0             | 1:0 | 3:2            |
| Apollon Limassol      | 1:0         | 1:3          | 4:1 | 7:1          | 1:2 | 1:1 | 0:1           |                  | 3:1                 | 2:1                  | 0:2 2          | 2:1             | 4:0 | 0:2 3          |
| APOP Kinyras Peyias   | 2:0 4       | 1:3          | 0:0 | 1:0          | 0:3 | 1:0 | 1:2           | 1:1              |                     | 3:1                  | 2:1            | 1:2             | 1:3 | 2:0            |
| Atromitos Yeroskipou  | 1:0         | 0:3          | 2:2 | 1:1          | 1:6 | 1:5 | 0:1           | 3:6              | 0:2                 |                      | 1:5            | 0:1             | 1:1 | 0:5            |
| Doxa Katokopia        | 2:2         | 3:2          | 1:0 | 1:1          | 0:1 | 3:2 | 0:2           | 2:2              | 2:0                 | 2:1                  |                | 0:0             | 0:1 | 1:2            |
| Ethnikos Achnas       | 2:1         | 3:1          | 1:3 | 2:1          | 0:1 | 2:2 | 1:1           | 1:1              | 1:4                 | 2:1                  | 2:0            |                 | 2:1 | 2:1            |
| Enosis Neon Paralimni | 2:1         | 0:3          | 0:0 | 1:1          | 0:3 | 4:0 | 0:1           | 0:3              | 1:2                 | 1:0                  | 1:1            | 0:4             |     | 0:2            |
| Omonia Nikosia        | 4:1         | 1:0          | 0:0 | 2:0          | 4:0 | 3:0 | 0:1           | 1:0              | 4:1                 | 2:0                  | 2:0            | 1:0             | 7:1 |                |

## Zweite Runde

### Meisterschaftsrunde
Die vier bestplatzierten Vereine der ersten Runde erreichen die Meisterschaftsrunde, in der die Teilnehmer der Champions League und der Europa League ausgespielt werden.

#### Abschlusstabelle
| Pl. | Verein                   | Sp. | S  | U | N  | Tore    | Diff. | Punkte |
| --- | ------------------------ | --- | -- | - | -- | ------- | ----- | ------ |
| 1.  | APOEL Nikosia (P)        | 31  | 26 | 4 | 1  | 062:170 | +45   | 82     |
| 2.  | Omonia Nikosia           | 31  | 25 | 1 | 5  | 070:220 | +48   | 76     |
| 3.  | Anorthosis Famagusta (M) | 32  | 21 | 4 | 7  | 052:260 | +26   | 67     |
| 4.  | AEL Limassol             | 32  | 13 | 5 | 14 | 038:410 | −3    | 44     |

| (M) | amtierender zyprischer Meister     |
| (P) | amtierender zyprischer Pokalsieger |

#### Kreuztabelle
| 2008/09              | AEL Limassol |     | APOEL Nikosia | Omonia Nikosia |
| -------------------- | ------------ | --- | ------------- | -------------- |
| AEL Limassol         |              | 1:1 | 0:1           | 2:3            |
| Anorthosis Famagusta | 1:0          |     | 1:1           | 0:2            |
| APOEL Nikosia        | 3:1          | 2:0 |               | abg. 1         |
| Omonia Nikosia       | 2:0          | 1:0 | 1:2           |                |

### Platzierungsrunde
Die Vereine, welche die erste Runde auf den Plätzen fünf bis acht beendeten, trugen in der zweiten Runde noch Spiele aus, um die endgültige Platzierung zu ermitteln. Jedoch war sowohl die Qualifikation für einen internationalen Wettbewerb, als auch der Abstieg in die Second Division nicht mehr möglich.

#### Abschlusstabelle
| Pl. | Verein                | Sp. | S  | U | N  | Tore    | Diff. | Punkte |
| --- | --------------------- | --- | -- | - | -- | ------- | ----- | ------ |
| 5.  | Apollon Limassol      | 32  | 17 | 6 | 9  | 068:420 | +26   | 57     |
| 6.  | Ethnikos Achnas       | 32  | 13 | 8 | 11 | 047:450 | +2    | 47     |
| 7.  | APOP Kinyras Peyias 1 | 32  | 13 | 6 | 13 | 045:490 | −4    | 45     |
| 8.  | Doxa Katokopias       | 32  | 10 | 8 | 14 | 046:510 | −5    | 38     |

#### Kreuztabelle
| 2008/09             | Apollon Limassol | Ethnikos Achnas | APOP Kinyras Peyias | Doxa Katokopia |
| ------------------- | ---------------- | --------------- | ------------------- | -------------- |
| Apollon Limassol    |                  | 3:2             | 3:1                 | 2:0            |
| Ethnikos Achnas     | 2:2              |                 | 1:0                 | 1:4            |
| APOP Kinyras Peyias | 1:1              | 3:2             |                     | 2:5            |
| Doxa Katokopia      | 2:4              | 2:2             | 0:2                 |                |

### Abstiegsrunde
In der Abstiegsrunde wurde der dritte Absteiger zwischen den Mannschaften auf Platz 9 bis 12 der ersten Runde ausgespielt.

#### Abschlusstabelle
| Pl. | Verein                | Sp. | S | U  | N  | Tore    | Diff. | Punkte |
| --- | --------------------- | --- | - | -- | -- | ------- | ----- | ------ |
| 9.  | AE Paphos (N)         | 32  | 7 | 15 | 10 | 039:440 | −5    | 36     |
| 10. | Enosis Neon Paralimni | 32  | 8 | 8  | 16 | 027:510 | −24   | 32     |
| 11. | APEP Pitsilia (N)     | 32  | 7 | 10 | 15 | 033:510 | −18   | 31     |
| 12. | Alki Larnaka          | 32  | 6 | 9  | 17 | 039:590 | −20   | 27     |

| (N) | Neuaufsteiger der letzten Saison |

#### Kreuztabelle
| 2008/09               | PAP | Alki Larnaka | PIT | ENP |
| --------------------- | --- | ------------ | --- | --- |
| AE Paphos             |     | 3:4          | 1:1 | 3:0 |
| Alki Larnaka          | 1:1 |              | 1:1 | 1:2 |
| APEP Pitsilia         | 0:1 | 0:4          |     | 2:0 |
| Enosis Neon Paralimni | 0:0 | 2:1          | 0:1 |     |

## Torschützenliste
| Pl. | Name                 | Team                 | Tore |
| --- | -------------------- | -------------------- | ---- |
| 1.  | Serjão               | Doxa Katokopia       | 24   |
| 2.  | Gastón Sangoy        | Apollon Limassol     | 22   |
| 3.  | Ferydoon Zandi       | Alki Larnaka         | 12   |
| 4.  | Giasemakis Giasoumi  | Ethnikos Achnas      | 11   |
| 4.  | Marcin Żewłakow      | APOEL Nikosia        | 11   |
| 6.  | Dimitris Christofi   | Omonia Nikosia       | 10   |
| 6.  | Gelson               | APEP Pitsilia        | 10   |
| 6.  | Łukasz Sosin         | Anorthosis Famagusta | 10   |
| 6.  | Bernardo Vasconcelos | APOP Kinyras Peyias  | 10   |